# Velum (moln)
Velum är en beteckning som ges till ett moln kring vilket det finns ett följemoln i form av ett slöjliknande moln med stor horisontell utbredning. Följemolnet är beläget tätt ovanför eller hopsmält med övre delen av huvudmolnet eller huvudmolnen. Velum förekommer hos huvudmolnslagen cumulus och cumulonimbus. "Velum" kommer från latin och betyder "segel".
Velum påminner om pileus men breder ut sig över ett större område. Velum behöver dock inte bildas av en horisontell luftström, som pileus. Velumskiktet blir ofta kvar efter att cumulus eller cumulonimbus har försvunnit.